# 유럽 의약품청
북위 52° 20′ 동경 4° 17′ / 북위 52.33°  동경 4.28° 
유럽 의약품청(European Medicine Agency, EMA)은 유럽 연합의 의약품 평가 및 감독을 담당하는 기관이다. 2004년 이전에는 유럽 의약품 평가청(European Agency for Evaluation of Medicine Products) 또는 유럽 의약품 평가청(EMEA)으로 알려져 있었다.

## 같이 보기
- 유럽 및 개발도상국 임상 시험 파트너십
- 유럽 질병예방통제센터